# Бернарду Маркіш
Бернарду Лурейру Маркіш (порт. Bernardo Loureiro Marques; 1898, Сільвес — 28 вересня 1962, Лісабон) — португальським живописець, ілюстратор, графік і карикатурист. Один з найбільш релевантних португальських художників свого покоління.
Бернарду Маркіш, головним чином художник-самоучка, заявив про себе у 1920-х роках як графік та карикатурист. У 1929 році він відвідав Берлін і зазнав глибокого впливу німецького експресіонізму (зокрема, Георга Гросса). Згодом його робота стала формально і тематично сильнішою.
Пізніше його малюнок став світлішим і поетичнішим; він переніс свою увагу з людей на речі, особливо на пейзаж. Його остаточний стиль розкриває дуже чутливі бачення Лісабону, Сінтри та Алгарве .

## Альбоми
- Bernardo Marques: Obras de 1950 a 1960. Lisbon: Calouste Gulbenkian Foundation, 1966.
- Bernardo Marques. Lisbon: Calouste Gulbenkian Foundation, Lisboa, 1989.
- Bernardo Marques. Macau: Fundação Oriente, 1991.
- Ruivo, Marina Bairrão — Bernardo Marques, 1898—1962. Lisbon: Ed. Presença, 1993.